# Sarah Snook
Mary Sarah Claire Snook (Adelaida, Australia Meridional; 1 de diciembre de 1987) es una actriz australiana, ganadora de dos Premios Globo de Oro, un Premios Primetime Emmy, un Premio Tony y un Premio Laurence Olivier. Es conocida por haber interpretado a Lorna Whyte en la película Sisters of War y por su participación en la galardonada serie estadounidense Succession (2018-2023).

## Biografía
Snook nació  en Adelaida, Australia del Sur, y creció en el suburbio de Eden Hills. Tiene dos hermanas mayores. Su padre, vendedor de piscinas, y su madre, cuidadora de ancianos, se divorciaron cuando ella era joven. Asistió a la St John's Grammar School en Belair y ganó una beca de teatro para Scotch College en Torrens Park. Su primer trabajo remunerado fue como hada en fiestas de cumpleaños infantiles.
Snook asistió a la prestigiosa escuela australiana National Institute of Dramatic Art ("NIDA") de donde se graduó en 2008.

## Carrera

### 2009–2017: Primeros trabajos e inicios
En 2010 se unió al elenco de la película Sisters of War donde dio vida a Lorna Whyte, una de las enfermeras del servicio de enfermeras del ejército australiano.
En 2011 apareció como invitada en la serie Packed to the Rafters, donde interpretó a Jodi Webb, una joven que acusa falsamente al personaje de Jake Barton de haber abusado de ella.

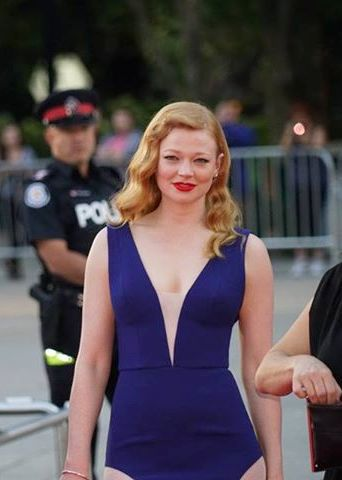
Sarah Snook durante el estreno de la película The Dressmaker en 2015.

En 2014 interpretó a Clementine Ross en la película Clementine. Ese mismo año apareció en la película Predestination, donde compartió créditos con el actor Ethan Hawke.
En 2015 se unió al elenco de la serie The Beautiful Lie, donde dio vida a Anna Irvin, una mujer que tiene todo en la vida hasta que conoce a un hombre y comienza una aventura con él.
Ese mismo año se unió al elenco principal de la miniserie The Secret River, donde interpretó a Sal Thornhill.
En abril de 2016 se anunció que se había unido al elenco de la película The Glass Castle.

### 2018–act.:Successiony reconocimiento
En 2018 coprotogonizó la película de terror Winchester, actuando junto a Helen Mirren y Jason Clarke. Ese mismo, año comenzó a interpretar a Siobhan Roy, en la serie de televisión de HBO, Succession. Gracias a su trabajo en la serie, desde 2018 a 2023, ganó prominencia y el reconocimiento de la audiencia y crítica.  El papel le valió elogios generalizados y numerosos reconocimientos, incluido el premio Primetime Emmy a la mejor actriz principal en una serie dramática, el premio Screen Actors Guild a la mejor interpretación de un reparto en una serie dramática y dos premios Globo de Oro.
En 2020, Snook apareció en la película de comedia An American Pickle, junto a Seth Rogen, y en la película de drama matrimonial de Kornél Mundruczó Pieces of a Woman . En diciembre de 2021, reemplazó a Elisabeth Moss como protagonista de la película de suspenso y terror Run Rabbit Run, dirigida por Daina Reid.
En 2024, Snook regresó al teatro en una producción del West End interpretando los 26 papeles en la obra de The Picture of Dorian Gray de la Sydney Theatre Company en el Theatre Royal Haymarket. Papel, que le otorgó el reconocimiento de la crítica y le valió el Premio Olivier a la mejor actriz protagonista.

## Vida personal
En 2021, Snook se casó con el comediante australiano Dave Lawson en una ceremonia íntima en la casa Snook en Brooklyn. La pareja está junta desde 2020. En marzo de 2023 anunció su primer embarazo. Su hija nació en mayo de 2023.

## Filmografía

### Cine
| Año  | Título                           | Personaje              | Notas |
| ---- | -------------------------------- | ---------------------- | --- |
| 2023 | Run Rabbit Run                   | Sarah                  | |
| 2023 | La fiebre de los peluches Beanie | Sheila                 | Junto a Zach Galifianakis, Elizabeth Banks y Geraldine Viswanathan                                                  |
| 2020 | An American Pickle               | Sarah Greenbaum        | Junto a Seth Rogen                                                                                                  |
| 2020 | Pieces of a Woman                | Suzanne                | |
| 2018 | Winchester                       | Marion Marriott        | Junto a Helen Mirren y Jason Clarke                                                                                 |
| 2016 | The Glass Castle                 | Lori Walls             | Junto a Brie Larson                                                                                                 |
| 2015 | Oranges Don't Grow on Trees      | Cajera                 | Cortometraje; junto a Alex Russell, Josh McConville, Sophie Don, James Elliott y David O'Donnell                    |
| 2015 | The Ravens                       | Jess                   | Cortometraje; junto a Jeremy Lindsay Taylor y Indianna Gregg                                                        |
| 2015 | The Dressmaker                   | Gertrude "Trudy" Pratt | Película; junto a Kate Winslet                                                                                      |
| 2015 | Steve Jobs                       | Andrea Cunningham      | Película; junto a Kate Winslet y Michael Fassbender                                                                 |
| 2014 | Oddball                          | Emily Marsh            | Junto a Alan Tudyk, Deborah Mailman, Shane Jacobson, Coco Jack Gillies y Richard Davies                             |
| 2014 | Raker                            | Carla                  | Cortometraje; junto a Alex Russell, Uli Latukefu, Augusta Miller, Nick Maricic y James Elliott                      |
| 2014 | Jessabelle                       | Jessie                 | Junto a Mark Webber, David Andrews, Amber Stevens, Ana de la Reguera, Chris Ellis y Brian Hallisay                  |
| 2014 | Predestination                   | Jane / John            | Junto a Ethan Hawke, Noah Taylor, Madeleine West, Freya Stafford, Elise Jansen, Christopher Stollery y Dennis Coard |
| 2014 | Clementine                       | Clementine Ross        | Junto a Kevin Alejandro, Mykelti Williamson, David Strathairn, Christian Camargo, Edwin Hodge y Leslie Hope         |
| 2013 | These Final Hours                | Madre de Mandy         | Junto a Nathan Phillips, Kathryn Beck, Daniel Henshall, Jessica De Gouw y Lynette Curran                            |
| 2012 | Not Suitable for Children        | Stevie                 | Junto a Ryan Kwanten, Ryan Corr, Bojana Novakovic, Susan Prior, Lewis Fitz-Gerald y Zoe Carides                     |
| 2011 | The Best Man                     | Isla                   | Cortometraje; junto a Josh McConville y Alex Russell                                                                |
| 2011 | Sleeping Beauty                  | Compañera de cuarto    | Junto a Rachael Blake, Emily Browning, Peter Carroll, Les Chantery y Robin Goldsworthy                              |
| 2011 | Blood Brothers                   | Debbie Franklin        | Junto a Rick Donald, Michael Dorman, Jodi Gordon, Cariba Heine, Lisa McCune y Jonny Pasvolsky                       |
| 2010 | Crystal Jam                      | Crystal                | Cortometraje; junto a Stephen Leeder                                                                                |
| 2010 | Sisters of War                   | Lorna Whyte            | Junto a Claire van der Boom, Khan Chittenden, Anna Volska, Gerald Lepkowski y Susie Porter                          |

### Televisión
| Año       | Título                | Personaje          | Notas                                       |
| --------- | --------------------- | ------------------ | ------------------------------------------- |
| 2018-2023 | Succession            | Siobhan «Shiv» Roy | Elenco principal                            |
| 2015      | The Beautiful Lie     | Anna Ivin          | Miniserie; 6 episodios                      |
| 2015      | The Secret River      | Sal Thornhill      | Miniserie; 2 episodios                      |
| 2014      | The Moodys            | Louise             | Episodio: "Happy Anniversary Kevin & Maree" |
| 2013      | Redfern Now           | Sarah Donaldson    | Episodio: "Dogs of War"                     |
| 2011      | Spirited              | Antonia            | Elenco recurrente; 10 episodios             |
| 2011      | My Place              | Minna Muller       | Episodio: "Henry 1878"                      |
| 2011      | Packed to the Rafters | Jodi Webb          | 2 episodios                                 |
| 2009      | All Saints            | Sophie             | Episodio: "Curve Balls"                     |

### Teatro
| Año  | Obra                       | Personaje     | Director(a)      | Teatro                            | Notas                                                                                   |
| ---- | -------------------------- | ------------- | ---------------- | --------------------------------- | --------------------------------------------------------------------------------------- |
| 2024 | The Picture of Dorian Gray | 26 personajes |                  | Theatre Royal Haymarket, West End |                                                                                         |
| 2018 | Saint Joan                 | Joan of Arc   |                  | Sydney Theatre Company, Australia |                                                                                         |
| 2011 | Rope                       | -             | Iain Sinclair    | -                                 | junto a Bob Baines, Anthony Gooley, Josh Quong Tart y Anthony Gee                       |
| 2009 | King Lear                  | Cordelia      | Adam Cook        | State Theatre                     | junto a Terence Crawford, Renato Fabretti, Jonathan Mill, Nathan O'Keefe y Dennis Olsen |
| 2009 | DNA                        | Leah          | Kellie MacKereth | Old Fitzroy Hotel Theatre         | junto a Stephen Anderson, James Elliott, Augusta Miller, Olivia Simone y Joshua Tyler   |
| 2008 | Gallipoli                  | -             | Nigel Jamieson   | NIDA Theatre                      | junto a Marta Dusseldorp, Ewen Leslie y Hayley McElhinney                               |

## Premios y nominaciones
| Año  | Categoría                                  | Premio                | Trabajo nominado          | Resultado |
| ---- | ------------------------------------------ | --------------------- | ------------------------- | --------- |
| 2016 | Best Lead Actress In A Television Drama    | AACTA Award           | The Beautiful Lie         | Nominada  |
| 2016 | Most Outstanding Actress                   | Silver Logie Award    | The Beautiful Lie         | Nominada  |
| 2016 | Best Lead Actress in a Television Drama    | AACTA Award           | The Secret River          | Nominada  |
| 2016 | Best Supporting Actress                    | AACTA Award           | The Dressmaker            | Nominada  |
| 2015 | Best Actress in a Supporting Role          | AFCA Award            | These Final Hours         | Ganó      |
| 2015 | Best Actress                               | AFCA Award            | Predestination            | Nominada  |
| 2015 | Best Lead Actress                          | AACTA Award           | Predestination            | Ganó      |
| 2015 | Best Actress                               | FCCA Award            | Predestination            | Ganó      |
| 2013 | Best Lead Actre                            | AACTA Award           | Not Suitable for Children | Nominada  |
| 2013 | Best Actress                               | FCCA Award            | Not Suitable for Children | Nominada  |
| 2012 | Best Lead Actress in a Television Drama    | AACTA Award           | Sisters of War            | Ganó      |
| 2011 | Most Outstanding New Talent                | Graham Kennedy Award  | Sisters of War            | Nominada  |
| 2023 | Outstanding Lead Actress in a Drama Series | Primetime Emmy Awards | Succession                | Ganó      |